# Eclipse Foundation
Eclipse Foundation — некоммерческая организация, координирующая работы по проектам Eclipse.
CEO Eclipse Foundation — Mike Milinkovich (Майк Милинкович) г. Оттава, Канада.
Некоторые основные участники альянса:
| - Actuate - Bredex - CA - Google | - IBM - Innoopract - itemis - Obeo | - Oracle - SAP - Talend |

Microsoft объявила о сотрудничестве с Eclipse Foundation. В частности, на конференции EclipseCon 2008 было заявлено о начале поддержки в продуктах Microsoft двух Eclipse проектов — SWT и Higgins. SWT будет поддерживаться в WPF, поддержка Higgins будет обеспечена в технологии Windows CardSpace.